# Пьер, Анастагиа
Анастагиа Пьер (англ. Anastagia Pierre; род. 5 октября 1988 года) — американская фотомодель гаитянского происхождения, Мисс Багамские острова; 1 мая 2011 года была избрана как Мисс Вселенная Багамские острова 2011. 12 сентября 2011 года она приняла участие в конкурсе Мисс Вселенная 2011 в Сан-Паулу, Бразилия.

## Биография
Пьер участвовала в конкурсе «Юная мисс США 2004» и конкурсе Мисс Флорида Teen США. Она стала первой афроамериканкой, получившей титул Мисс Флорида США, и участвовала в конкурсе «Мисс США». В дополнение к этому, она была второй вице-Мисс Интерконтиненталь-2010, представляющей Багамы.
Как официальная представительница Багамских Островов на конкурсе Мисс Вселенная 2011, участвовала 12 сентября 2011 в передаче посвящённой конкурсу в прямом эфире из Сан-Паулу, Бразилия.